# مجمع‌الجزایر راس
مجمع‌الجزایر راس (انگلیسی: Ross Archipelago) نام گروهی جزیره است که با یکدیگر و به همراه یخ‌تاق موجود در میان آنها، مرزهای شرقی و جنوبی دریاراه مک‌موردو در جنوبگان را تشکیل می‌دهند. جزیره بوفورت شمالی‌ترین جزیره در میان آنهاست و پس از آن جزیره راس، جزایر دلبریج، جزیره بلک و جزیره وایت قرار دارند.